# Lucius Baebius Dives
Lucius Baebius Dives († 189 v. Chr. in Massilia [heute Marseille]) war ein Politiker  und Militär der Römischen Republik aus der plebejischen Familie der Baebier.

## Leben
Lucius Baebius Dives, Prätor des Jahres 189 v. Chr. (s. u.),  ist wohl identisch mit dem in den Quellen im Jahr 202 v. Chr. erwähnten Lucius Baebius, der damals als Legat des in der Endphase des Zweiten Punischen Kriegs in Nordafrika gelandeten Publius Cornelius Scipio Africanus fungierte. Zusammen mit Lucius Fabius und Lucius Sergius begab sich Baebius damals in Scipios Auftrag nach Karthago, um gegen dessen durch einen Akt von Piraterie verursachte Verletzung des Waffenstillstandes mit Rom zu demonstrieren und Wiedergutmachung zu fordern. Die römischen Gesandten agierten dabei sehr überheblich und höhnten, dass die Punier wohl auf die Unterstützung des nach langer Abwesenheit wieder in Nordafrika gelandeten Hannibal bauten. Dieses anmaßende Verhalten bewirkte, dass nur wenige punische Senatoren dafür stimmten, die unter der Führung eines Schiffskommandanten namens Hasdrubal erbeuteten und in den Hafen von Karthago geschleppten römischen Schiffe sowie deren Ladung zurückzugeben. Eine andere Gruppe von Ratsherren zielte auf den völligen Bruch mit Rom. Sie gab den Besatzungen zweier Dreiruderer Anweisung, die auf einer römischen Quinquereme zurücksegelnden Gesandten Scipios zu deren Lager nach Castra Cornelia (Galaat el-Andless) zu geleiten und bei der Ankunft in der Mündung des Medjerda zu wenden, woraufhin drei in einem Versteck wartende karthagische Triremen den römischen Fünfruderer angreifen sollten. Zwar kamen bei dieser Attacke viele römische Marinesoldaten ums Leben, den drei Gesandten, also auch Baebius, gelang aber die Flucht.
Somit stand eine Erneuerung des Krieges bevor. In Scipios Auftrag übernahm Baebius die Verteidigung des römischen Lagers. Bald sah er, wie jene Karthager unweit Castra Cornelia anlegten, die in Italien Verhandlungen geführt hatten und nun mit römischem Geleit heimkehrten. Diese karthagischen Unterhändler befürchteten, dass sie wegen des rüden Umgangs, den Scipios Emissäre erlitten hatten, nun ihrerseits Racheakten ausgesetzt wären, doch Scipio gab Baebius den Befehl, sie höflich zu behandeln und unbehelligt zu entlassen.
189 v. Chr. wurde Lucius Baebius Dives Prätor und sollte Hispania ulterior verwalten. Während er sich auf dem Weg in seine Provinz befand, wurde er von den Ligurern angegriffen und dabei verletzt, viele seiner Männer getötet. Er konnte nach Massilia (heute Marseille) entkommen, starb dort aber drei Tage nach seiner Ankunft. Der römische Senat bestimmte daraufhin, dass der Proprätor Etruriens, Publius Iunius Brutus, Baebius’ Nachfolge als Prätor von Hispania ulterior antreten sollte.